# Chrysosoma crypticum
Chrysosoma crypticum är en tvåvingeart som beskrevs av Becker 1922. Chrysosoma crypticum ingår i släktet Chrysosoma och familjen styltflugor. Inga underarter finns listade i Catalogue of Life.